# 李孝祥

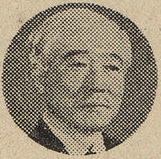
1975年

李 孝祥（イ・ヒョサン、朝鮮語: 이효상、1906年1月14日 - 1989年6月18日）は、大韓民国の詩人、哲学者、教授、政治家。第6・7代国会議長、参議員、第6・7・9・10代韓国国会議員。
本貫は星山李氏。号はハンソル。カトリック教徒。

## 経歴
1906年に大邱で生まれた。1930年に東京帝国大学（現・東京大学）文学部独文学科卒、帰国後は嶠南学校で教職を務め、1940年に校長に就任した。解放後は慶尚北道学務局長を経て、1952年に慶北大学校文理科大学教授に着任した。1954年にルーヴェン・カトリック大学で哲学と文学を修学し、帰国後は慶北大学校文理科大学の初代学長を務めた。他には大倫教育財団理事、嶺南大学校財団理事長、国際新聞編集者協会・アジア新聞編集者協会韓国代表、大邱毎日新聞社理事など教育・新聞界でも活動した。慶北大学校名誉文学博士。
1960年の4・19革命の後の第5代総選挙では慶尚北道から無所属で出馬して参議院議員に当選した後、参議院予算決算委員長を務めた。1961年の5・16軍事クーデター以降は民主共和党に入党し、1963年2月の第6代総選挙では民主共和党の候補として大邱南区から出馬して当選した後、第6・7代国会議長を務めた。議長在任中の1969年8月7日、改憲案発議の国会報告を省略したままで本会議に上程した。しかし、当時の野党議員による反対活動と本会議場の占拠により本会議の開催が不可能になったため、9月14日午前1時頃、李は共和党議員たちと国会第3別館に移り、3選改憲案を可決した。1971年の大統領選挙では民主共和党の遊説バンに乗って各地を巡回して選挙遊説活動を行い、安全保障の論理を掲げて朴正煕の当選を力説した。1972年の十月維新により戒厳令が宣言されて国会が解散した後、翌年の第9代総選挙で当選し、共和党議長代理を務めた。他にはアジア国会議員連合総会議長、列国議会同盟総会議長、民主共和党総裁常任顧問などを務めた。
1979年の10・26事件以降は事実上政界から引退し、故郷の大邱近郊に帰った。その後は詩作とピエール・テイヤール・ド・シャルダンの作品の翻訳を行い、1989年に死去した。
また、カトリック教会でも活動しており、1920年に桂山洞本堂カトリック少年会長を務め、1927年にカトリック新聞の前身である「天主教会報」を創刊した。また、南方天主公教青年会幹部、大邱大司教区指導級元老信者会会員、国会信者会会長、大邱大司教区カトリックアクション協議会顧問、大邱大司教区史編纂委員会諮問委員なども務めた。

## 著作
詩集の『山』（1948年）、『愛』（1955年）、『眼鏡』（1960年）などがある。また、神父で神学者であるシャルダンの全集を翻訳・出版した。

## 親族
次男はカトリック教会の聖職者で、三男は嶺南大学校の教授で、実業家の李源万の孫娘婿、実業家の李東燦の娘婿である。